# Самикеле ди Бари
Самикѐле ди Ба̀ри (на италиански: Sammichele di Bari, на местен диалект Casale, Казале) е градче и община в Южна Италия, провинция Бари, регион Пулия. Разположено е на 280 m надморска височина. Населението на общината е 6667 души (към 2013 г.).